# Lago Cariba
O lago Cariba, ou lago Kariba, é o maior lago artificial do mundo em termos de volume, com cerca de 180 km3. Situa-se na fronteira entre Zâmbia e Zimbábue, sobre o rio Zambeze. Nasceu com a construção da barragem de Cariba, realizada pela empresa italiana Torno Internazionale SpA, entre 1955 e 1959. O fecho da barragem ocorreu em 2 de dezembro de 1958, e a data oficial do enchimento foi 22 de janeiro de 1959.

## Geografia
O lago tem 220 km de comprimento e até 40 km de largura, cobrindo uma área de 5 400 km². A sua profundidade média é de 31 m e máxima de 78 m. Inclui 190 ilhas do Zimbábue e 103 da Zâmbia, com o total das ilhas a cobrir cerca de 147 km² e 604 km de litoral. Situa-se a 1300 km a montante do oceano Índico.

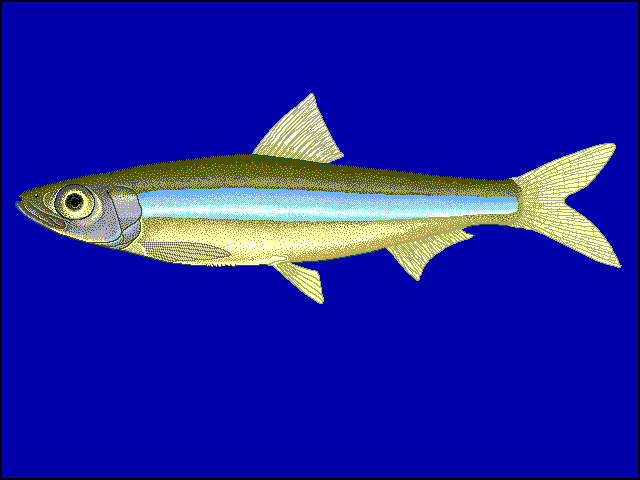
A sardinha do lago Tanganica (Limnothrissa miodon), uma das espécies introduzidas no Cariba

A cidade de Cariba surgiu como local de alojamento dos trabalhadores que construíram a barragem de Cariba. Situado a sul de Lusaca, este lago é rodeado por uma costa selvagem e pouco habitada. É no lado zimbabueano que se encontra a maior parte das raras instalações turísticas.

## Fauna
Antes do lago Cariba ser enchido, a vegetação existente foi queimada, criando uma espessa camada de solo fértil no que se tornaria o leito do lago. Em resultado disso, a diversidade biológica no lago é grande.
Encontraram-se pelo menos 41 espécies de peixes (Kenmuir, 1983), entre os quais uma enguia (Anguilla bengalensis), um Clupeidae - a sardinha-do-lago-Tanganica (Limnothrissa miodon), introduzida em 1967 -, quatro Mormyridae, quatro Characidae, entre os quais o Brycinus imberi), dois Distichodontidae - o nkupe (Distichodus mossambicus) e o chessa (Distichodus schenga) -, dois Schilbeidae e dois Clariidae, o vundu (Heterobranchus longifilis), de grande porte, um peixe-gato eléctrico (Malapterurus electricus), dois Mochokidae, 10 Cyprinidae dos quais 6 barbos, um Cyprinodontidae e 11 Cichlidae.